# Cassytha candida
Cassytha candida là loài thực vật có hoa trong họ Nguyệt quế. Loài này được (J.Z.Weber) J.Z.Weber mô tả khoa học đầu tiên năm 2007.